# Игнаткин, Сергей Степанович
Сергей Степанович Игнаткин (1910-1944) — старший сержант Рабоче-крестьянской Красной Армии, участник Великой Отечественной войны, Герой Советского Союза (1944).

## Биография
Родился 30 сентября 1910 года в селе Сатино. Получил начальное образование, после чего работал водителем в Москве. 
В июле 1941 года добровольно пошёл на службу в Рабоче-крестьянскую Красную Армию. С того же года — на фронтах Великой Отечественной войны. Участвовал в боях под Ленинградом и Курской битве. К октябрю 1943 года старший сержант Сергей Игнаткин командовал отделением сапёрного взвода 933-го стрелкового полка 254-й стрелковой дивизии 52-й армии Степного фронта. Отличился во время битвы за Днепр.
2 октября 1943 года из подручных средств собрал переправу в районе села Крещатик Черкасского района Черкасской области Украинской ССР и совершил 27 рейсов, переправляя живую силу и боевую технику. За последующие 15 дней совершил ещё 54 рейса. Ночью 17 октября в бою непосредственно за село Крещатик обезвредил 140 немецких мин. Когда же полк был вынужден перейти к обороне, установил 200 мин, на которых подорвались около 10 немецких бронетранспортёров и танков, а также несколько десятков солдат и офицеров противника. 8 января 1944 года погиб в бою за Черкассы. Похоронен в селе Дубиевка Черкасского района.
Указом Президиума Верховного Совета СССР «О присвоении звания Героя Советского Союза офицерскому, сержантскому и рядовому составу Красной Армии» от 22 февраля 1944 года за «образцовое выполнение боевых заданий командования при форсировании реки Днепр, развитие боевых успехов на правом берегу реки и проявленные при этом отвагу и геройство» был удостоен посмертно высокого звания Героя Советского Союза. Был также награждён орденами Ленина и Отечественной войны 1-й степени, медалью.
В его честь названа улица в Ухолово.